# برايان جيمس (لاعب دوري الرغبي)
برايان جيمس (بالإنجليزية: Brian James)‏ هو لاعب دوري الرغبي أسترالي، ولد في 9 أبريل 1943 في سيدني في أستراليا.